# Évelyne Dandry
Évelyne Dandry, nascuda Évelyne Deyhérassary (Bordeus, Gironda, 3 de febrer de 1939) és una actriu de cinema, teatre i televisió francesa, filla del cantant d’òpera d'origen basc André Dassary i de la pianista Marie-Madeleine Bergès.
Va debutar al cinema el 1963 a la pel·lícula de Noël Howard, D'où viens-tu Johnny ?, on interpretava a la xicota del protagonista, Johnny Hallyday. El reconeixement li arribaria el 1998 amb Sitcom de François Ozon, paper pel que va guanyar el Premi a la millor actriu al XXXI Festival Internacional de Cinema Fantàstic de Catalunya.
El 1969, es va casar amb Alain Canu, reporter de Télé 7 jours.

## Filmografia

### Cinema
- 1957 : Marchands de filles de Maurice Cloche
- 1958 : Maxime d'Henri Verneuil
- 1958 : Les Vignes du Seigneur de Jean Boyer
- 963 : D'où viens-tu Johnny ? de Noël Howard
- 1978 : Adieu voyages lents de Marie-Geneviève Ripeau
- 1980 : Tendres Cousines de David Hamilton
- 1985 : L'Amour en douce de Édouard Molinaro
- 1998 : Sitcom de François Ozon
- 1998 : Les rushes de Jean Reno
- 1998 : La vie ne me fait pas peur de Noémie Lvovsky
- 2000 : Le Fétichiste curtmetratge de Nicolas Klein
- 2003 : Façade curtmetratge de Guy Mazarguil
- 2003 : Nathalie... d'Anne Fontaine
- 2010 : Potiche de François Ozon
- 2013 : 100% cachemire de Valérie Lemercier
- 2013 : Irrésistible curtmetratge de Gioacchino Campanella
- 2017 : Marie-Francine de Valérie Lemercier

### Télévisió
- 1960 : Grabuge à Chioggia de Marcel Bluwal
- 1960 : Montserrat de Stellio Lorenzi
- 1966 : Au théâtre ce soir : La Cuisine des anges d'Albert Husson, posada en escena Christian-Gérard, realització Pierre Sabbagh, Théâtre Marigny
- 1967 : Au théâtre ce soir : Isabelle et le pélican de Marcel Franck, posada en escena Maurice Guillaud, realització Pierre Sabbagh, Théâtre Marigny
- 1967 : Allô Police : Un couple qui divorce de Robert Guez
- 1968 : Sylvie des 3 ormes d'André Pergament
- 1968 : la Double Inconstance de Marivaux, posada en escena i realització Marcel Bluwal : Lisette
- 1968 : Valérie et l'aventure de Robert Mazoyer
- 1970 : Au théâtre ce soir : Je l'aimais trop de Jean Guitton, posada en escena Christian-Gérard, realització Pierre Sabbagh, Théâtre Marigny
- 1972 : François Gaillard ou la vie des autres : Cécile et Nicolas de Jacques Ertaud
- 1972 : Byron libérateur de la Grèce ou Le jardin des héros de Pierre Bureau
- 1974 : Amoureuse Joséphine de Guy Lessertisseur
- 1976 : Les Brigades du Tigre, episodi L'ère de la calomnie de Victor Vicas
- 1978 : Histoire de voyous (Räuber und Gendarm) d'Hans-Jürgen Tögel
- 1978 : Les Samedis de l'histoire : La Banqueroute de Law de Jean-François Delassus
- 1978 : Les Grandes Conjurations : L'Attentat de la rue Nicaise de Victor Vicas
- 1978 : Ciné-roman de Serge Moati
- 1980 : Julien Fontanes, magistrat : Par la bande de François Dupont-Midy
- 1980 : Kick, Raoul, la moto, les jeunes et les autres de Marc Simenon
- 1981 : Un chien de saison de Bernard Roland
- 1981 : Le Petit Théâtre d'Antenne 2 : Le Songe du critique de Jean Anouilh
- 1982 : La Marseillaise de Michel Berny
- 1983 : Le Démon dans l'île de Francis Leroi
- 1983 : Père Noël et fils d'André Flédérick
- 1985 : Châteauvallon, de Serge Friedman, Paul Planchon i Emmanuel Fonlladosa : Maryse
- 1985 : Les Cinq Dernières Minutes (temporada 2, episodi 14 : Tilt) de Jean-Pierre Desagnat
- 1988 : La Garçonne d'Étienne Périer
- 1991 : La Milliardaire de Jacques Ertaud
- 1992 : Beaumanoir de Marcel Jullian, Sylvie Durepaire, Emmanuel Fonlladosa
- 1997 : La Parenthèse de Jean-Louis Benoît
- 1997 : Niní de Myriam Touzé
- 1999 : Le juge est une femme : La Face cachée de Pierre Boutron
- 2000 : Une femme d'honneur : Mort clinique d'Alain Bonnot : Hélène Lombard
- 2001 : Les Bœuf-carottes : Pour l'amour d'un flic de Christian Faure
- 2004 : Knock ou le Triomphe de la médecine de Laurent Preyale
- 2006 : Avocats et Associés : Plaisir fatal de Denis Malleval
- 2008 : Un vrai papa Noël de José Pinheiro
- 2009 : Contes et nouvelles du XIXe siècle : Le Bonheur dans le crime de Denis Malleval
- 2011 : La Vie en miettes de Denis Malleval
- 2011 : Dix jours pour s'aimer, de Christophe Douchand
- 2018 : Une chance sur six, de Jacques Malaterre
- 2018 : The Romanoffs de Matthew Weiner (sèrie de televisió)
- 2023 : Alphonse de Nicolas Bedos (sèrie Prime Video)

## Teatre
- 1957 : Farfada de Jean-Pierre Aumont, Comédie-Wagram
- 1958 : Vu du pont d'Arthur Miller, posada en escena Peter Brook, Théâtre Antoine
- 1961 : Le Voyage de Georges Schehadé, posada en escena Jean-Louis Barrault, Odéon-Théâtre de France
- 1961 : Football de Pol Quentin et Georges Bellak, posada en escena Michel Fagadau, Théâtre de la Gaîté-Montparnasse
- 1964 : Comment réussir dans les affaires sans vraiment se fatiguer de Frank Loesser et Abe Burrows, posada en escena Pierre Mondy, Théâtre de Paris
- 1965 : Deux anges sont venus de Roger Pierre i Jean-Marc Thibault segons Albert Husson, posada en escena Pierre Mondy, Théâtre de Paris
- 1965 : La Seconde Surprise de l'amour de Marivaux, posada en escena Maurice Guillaud, Festival du Marais
- 1966 : Médor de Roger Vitrac, posada en escena Maurice Jacquemont, Studio des Champs-Élysées
- 1966 : L'Air du large de René de Obaldia, posada en escena Maurice Jacquemont, Studio des Champs-Élysées
- 1967 : La Double Inconstance de Marivaux, Théâtre de Créteil
- 1968 : La Moitié du plaisir de Steve Passeur, Jean Serge & Robert Chazal, posada en escena Robert Hossein, Théâtre Antoine
- 1968 : Pygmalion de George Bernard Shaw, posada en escena Pierre Franck
- 1969 : Pygmalion de George Bernard Shaw, posada en escena Pierre Franck, Théâtre des Célestins
- 1971 : Ne réveillez pas Madame de Jean Anouilh, posada en escena Jean Anouilh et Roland Piétri, Comédie des Champs-Élysées
- 1972 : Le Marchand de Venise de William Shakespeare, posada en escena Georges Werler, Théâtre de l'Est parisien
- 1973 : Le Tournant de Françoise Dorin, posada en escena Michel Roux, Théâtre de la Madeleine
- 1977 : Au niveau du chou de Josiane Lévêque, Théâtre des Blancs-Manteaux
- 1980 : Les orties ça s'arrache mieux quand c'est mouillé de Josiane Lévêque, posada en escena Annick Blancheteau, Studio des Champs-Élysées
- 1981 : Orties... chaud de Josiane Lévêque, posada en escena Annick Blancheteau, Théâtre de l'Œuvre
- 1983 : L'Astronome de Didier van Cauwelaert, posada en escena Jacques Rosny, Théâtre du Petit-Montparnasse, Studio des Champs-Élysées
- 1985 : L'Écornifleur de Jules Renard, posada en escena Étienne Bierry, Théâtre de Poche Montparnasse
- 1988 : L'Extra de Jean Larriaga, posada en escena Jacques Rosny, Théâtre Tristan-Bernard
- 1991 : Le Fiancé de Marion Bierry, posada en escena de l'autor, Théâtre de Poche Montparnasse
- 1995 : Harold et Maude de Colin Higgins, posada en escena Jacques Rosny, Théâtre des Bouffes-Parisiens
- 1997 : La Double Inconstance de Marivaux, Théâtre 14 Jean-Marie Serreau
- 2002 : Le Désarroi de Monsieur Peter d'Arthur Miller, posada en escena Jorge Lavelli, Théâtre de l'Atelier
- 2002, 2003, 2004 : Knock ou le Triomphe de la médecine de Jules Romains, posada en escena Maurice Bénichou, Théâtre Antoine
- 2005 : Landru de Laurent Ruquier, posada en escena Jean-Luc Tardieu, Théâtre Marigny
- 2007 : L'Un dans l'autre de Marc Fayet, posada en escena José Paul, Stéphane Cottin, Petit Théâtre de Paris
- 2014 : Un singe en hiver d'après Antoine Blondin i Michel Audiard, adaptació Stéphan Wojtowicz, posada en escena Stéphane Hillel, Théâtre de Paris